# Башары (Кировская область)
Башары — опустевшая деревня в Даровском районе Кировской области в составе Верховонданского сельского поселения.

## География
Находится на расстоянии примерно 17 километров по прямой на северо-запад от районного центра поселка Даровской.

## История
Известна была с 1873 года, когда здесь (тогда починок Верхопрудовский) было учтено дворов 4 и жителей 48, в 1905 18 и 140,  в 1926 24 и 116, в 1950 15 и 41 соответственно, в 1989 году оставалось 12 жителей.

## Население
Постоянное население  составляло 6 человек (русские 100%) в 2002 году, 0 в 2010.